# Appalachian Trail
Appalachian Trail, officielt Appalachian National Scenic Trail, er en afmærket vandrerute i det østlige USA mellem Springer Mountain i Georgia og Mount Katahdin i Maine. Ruten går gennem Appalacherne som den har navn efter, og er omkring 3.500 km lang. Den præcise længde varierer da dele af ruten jævnligt bliver omlagt eller ændret. Organisationen Appalachian Trail Conservancy beskriver Appalachian Trail som verdens længste vandrerute som udelukkende er for vandrere. Ifølge Appalachian Trail Conservancy er der anslået årligt tre millioner mennesker som vandrer på en del af ruten.
Ideen til Appalachian Trail fremkom i 1921, og ruten blev færdig 1937 efter mere end 10 års arbejde, men der sker vedvarende ændringer er ruten. Den vedligeholdes af 31 lokale klubber og et antal partnerskaber under ledelse af National Park Service, United States Forest Service og nonprofitorganisationen Appalachian Trail Conservancy. Hovedparten af ruten går gennem skov og vildmarker, men der er dele som går gennem byer og landbrugsområder og følger veje. Den passerer 14 delstater. De er i retning fra syd til nord Georgia, North Carolina, Tennessee, Virginia, West Virginia, Maryland, Pennsylvania, New Jersey, New York, Connecticut, Massachusetts, Vermont, New Hampshire og Maine.
Nogle vandrere gennemfører hele ruten på en sæson. Antallet som gennemfører hele ruten er stigende. I nordgående retning steg antal rapporterede tilfælde fra 549 i 2012 til 728 i 2018. I sydgående retning var tallene 80 i 2012 og 111 i 2018.